# Løgstrup
Løgstrup is een plaats in de Deense regio Midden-Jutland, gemeente Viborg. De plaats telt 1651 inwoners (2008).